# En dag (film)
En dag (originaltitel: One Day) är en brittisk-amerikansk dramafilm från 2011 i regi av Lone Scherfig. Filmen är baserad på David Nicholls roman med samma namn. Nicholls överförde även boken till filmmanus. Filmen hade premiär den 8 augusti 2011 i USA och den 14 oktober 2011 i Sverige. 
Filmen utspelar sig i Edinburgh, Skottland, i London med omnejd samt i Bretagne, Frankrike och handlar om Emma (Anne Hathaway) och Dexter (Jim Sturgess), som tillbringar en natt tillsammans efter sin examen den 15 juli 1988. Resten av filmen skildrar hur deras respektive liv ser ut varje år den 15 juli i 20 år framöver.

## Rollista
| Anne Hathaway     | – Emma Morley         |
| Jim Sturgess      | – Dexter Mayhew       |
| Romola Garai      | – Sylvie              |
| Rafe Spall        | – Ian                 |
| Ken Stott         | – Steven, Dexters far |
| Patricia Clarkson | – Alison, Dexters mor |
| Jodie Whittaker   | – Tilly               |
| Georgia King      | – Suki Meadows        |
| Matt Berry        | – Aaron               |
| Matthew Beard     | – Murray Cope         |